# Biston takeuchii
Biston takeuchii  är en fjärilsart som beskrevs av Shonen Matsumura, 1931. Biston takeuchii  ingår i släktet Biston och familjen mätare, Geometridae. Inga underarter finns listade i Catalogue of Life.